# Dorfkirche Casel

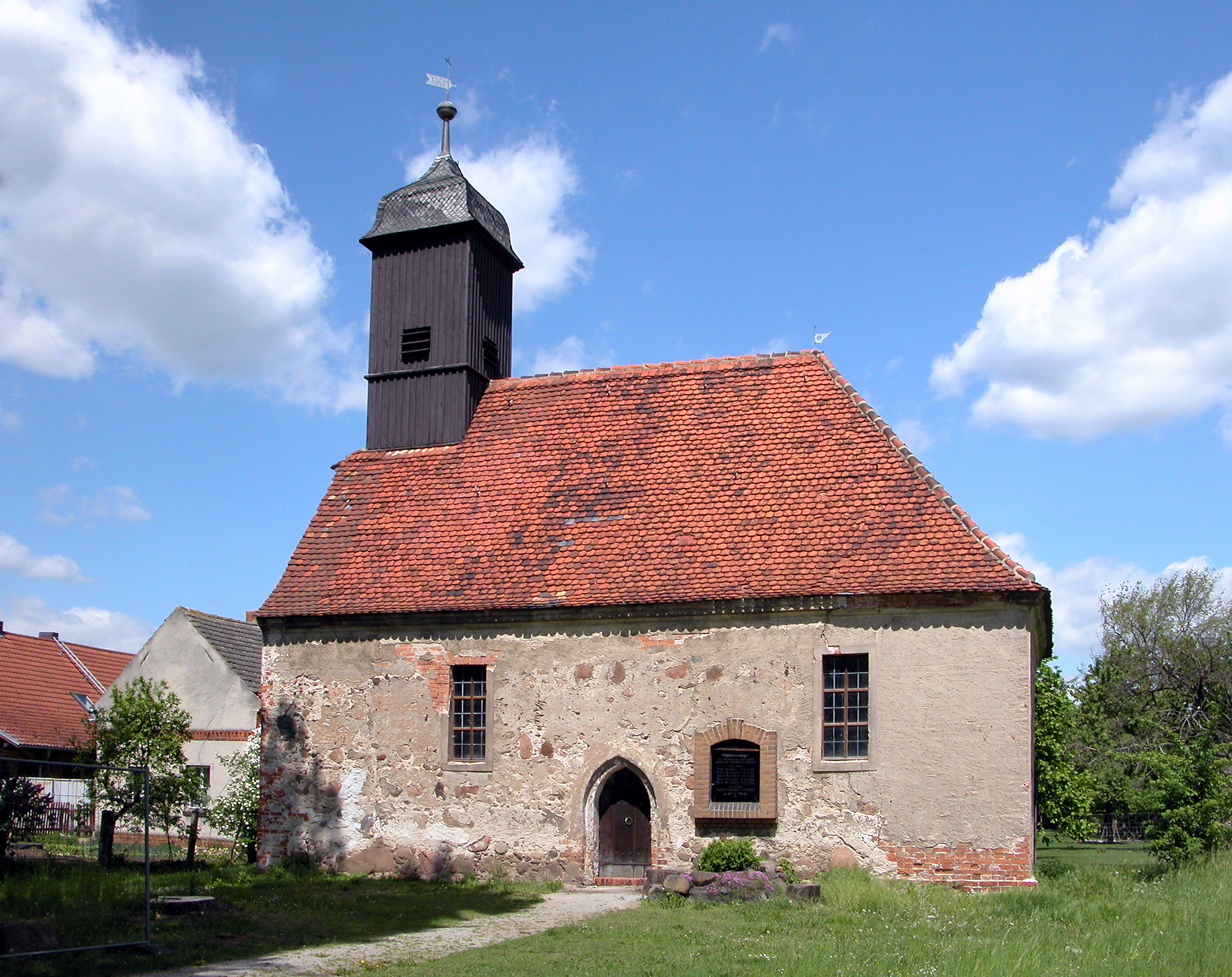
Dorfkirche Casel (2015)

Die Dorfkirche Casel ist das Kirchengebäude in dem zur Stadt Drebkau gehörenden Ortsteil Casel im Landkreis Spree-Neiße in Brandenburg. Es gehört der Kirchengemeinde Gräbendorfer See im Kirchenkreis Niederlausitz, der Teil der Evangelischen Kirche Berlin-Brandenburg-schlesische Oberlausitz ist. Die Kirche steht unter Denkmalschutz.

## Architektur und Geschichte

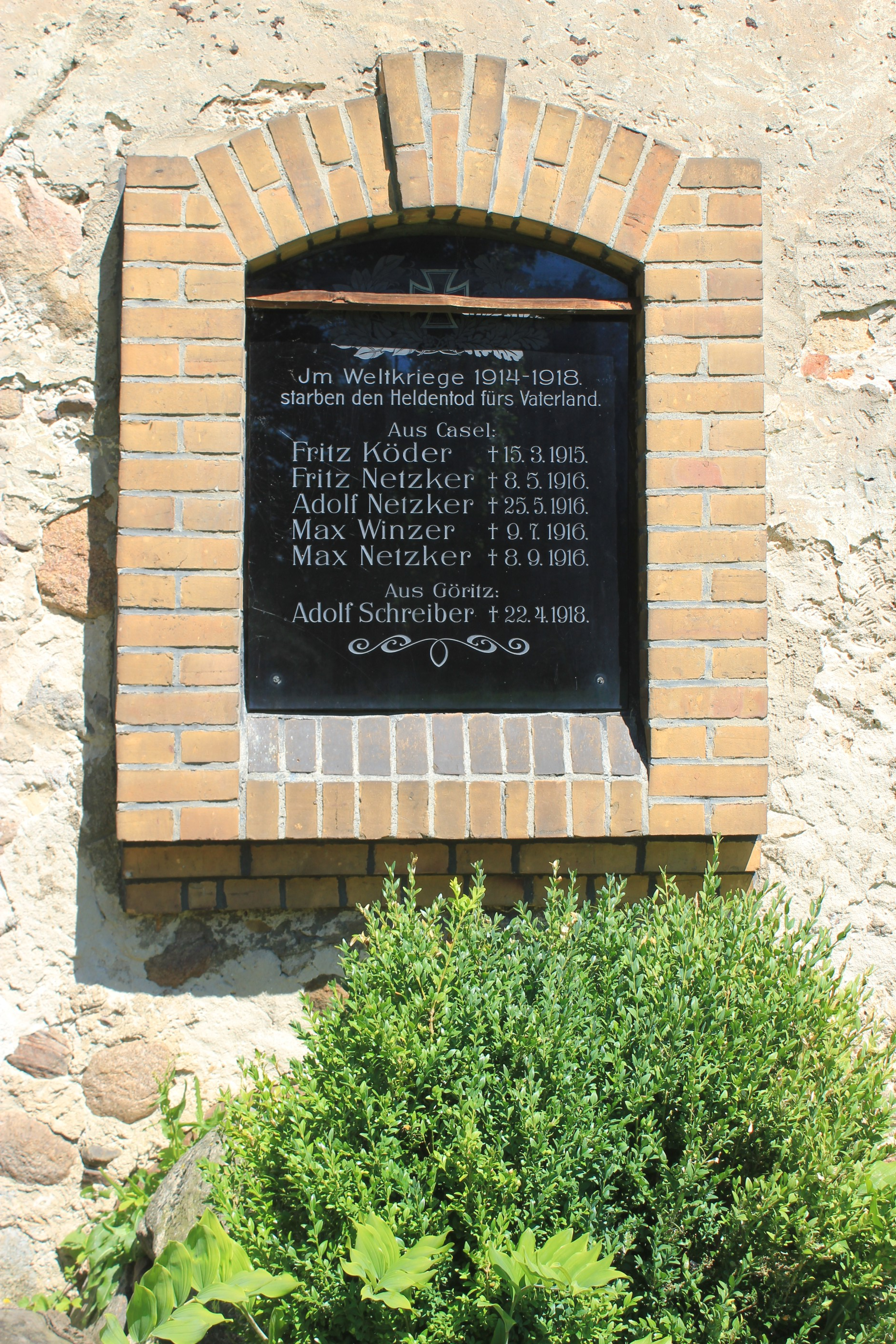
Gefallenendenkmal in der Südwand (2017)

Die Dorfkirche von Casel wurde im 15. Jahrhundert als Marienkapelle gebaut und soll in der Anfangszeit als Wallfahrtsort gedient haben. Die spätgotische Kirche wurde im 18. Jahrhundert umgebaut und dabei mit einem verbretterten Dachturm bekrönt. Die Fensteröffnungen wurden barockisiert, das spitzbogige Portal an der Südwand ist unverändert erhalten. Ein weiteres Eingangsportal auf der anderen Seite wurde zugemauert. Im 20. Jahrhundert wurde die Westwand der Dorfkirche Casel erneuert. In der Südwand befindet sich ein Gefallenendenkmal für die gefallenen Einwohner von Casel und Göritz im Ersten Weltkrieg.

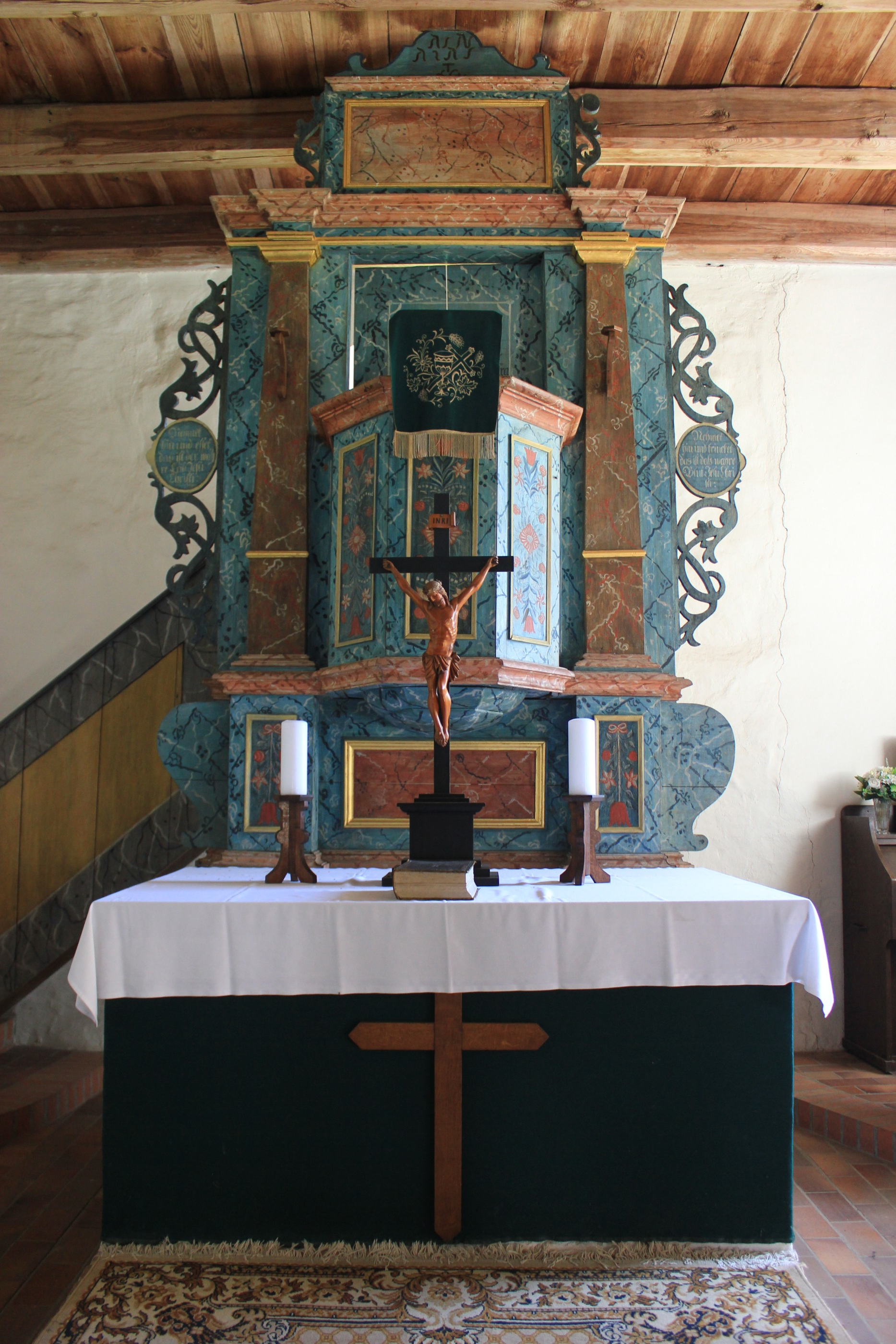
Der Altar in der Kirche (2017)

Der Innenraum hat eine Balkendecke und eine Hufeisenempore mit ausgemalten Brüstungsfeldern. Zur Kirche gehört eine einheitliche barocke Ausstattung, bestehend aus Gestühl und einem Kanzelaltar. Eine Madonnenfigur aus der Kirche soll restauriert werden, sie befindet sich zurzeit (2021) nicht im Gebäude.
Die Dorfkirche Casel befindet sich im Lausitzer Braunkohlerevier und war zuletzt nur 400 Meter von der Abraumkante des Tagebaus Gräbendorf entfernt. Durch die Grundwasserabsenkung wurde das Fundament stark beschädigt, bis 1985 hatte sich die Ostwand so sehr abgesenkt, dass die Kirche einsturzgefährdet war. Sie wurde daraufhin gesichert und konnte nach nur einem Jahr wieder eröffnet werden. Im Jahr 2010 gründete sich ein Förderverein zum Erhalt der Kirche. Der Dachturm wurde 2016 erneuert.

## Kirchliche Verwaltungszugehörigkeit
Die Dorfkirche Casel wurde noch im 19. Jahrhundert Kapelle ausgewiesen. Aus diesem Grund gehörte Casel früher kirchlich zur Dorfkirche Wüstenhain, die als Filialkirche der Kirchengemeinde Laasow unterstellt war. Für diese Kirchengemeinde war die Superintendentur in Calau zuständig. Die Kirchengemeinde Laasow wurde spätestens 1985, vermutlich jedoch deutlich früher, aufgelöst und in die Kirchengemeinde Ogrosen eingegliedert. Seit dem 1. Juni 2013 gehört die Dorfkirche Casel zur Kirchengemeinde Gräbendorfer See, die durch den Zusammenschluss der Kirchengemeinden Missen und Ogrosen entstanden war.